# SEC Men’s Tennis Tournament

Logo der Southeastern Conference

Das SEC Men’s Tennis Tournament ist ein jährlich stattfindender Mannschaftswettbewerb im US-amerikanischen College Tennis. An ihm nehmen die Herren-Tennismannschaften von Universitäten teil, die der Southeastern Conference (SEC) angehören.
In seiner heutigen Form wurde das Turnier erstmals 1990 ausgetragen. Das Vorgängerformat, bei dem eine Einzel- und eine Doppelkonkurrenz, aber kein Teamwettbewerb gespielt wurde, bestand von 1953 bis 1989 und wurde zugunsten des neuen Turniers eingestellt.

## Bisherige Austragungen
| Jahr | Siegerin          | Gastgeberin       | Ort             | Bester Spieler       |
| ---- | ----------------- | ----------------- | --------------- | -------------------- |
| 1990 | Tennessee         | Tennessee         | Knoxville       | –                    |
| 1991 | Georgia           | Ole Miss          | Oxford          | –                    |
| 1992 | Kentucky          | Vanderbilt        | Nashville       | –                    |
| 1993 | Georgia           | Georgia           | Athens          | –                    |
| 1994 | Florida           | Alabama           | Tuscaloosa      | –                    |
| 1995 | Georgia           | LSU               | Baton Rouge     | –                    |
| 1996 | Mississippi State | Arkansas          | Fayetteville    | –                    |
| 1997 | Ole Miss          | South Carolina    | Columbia        | Sébastien de Chaunac |
| 1998 | LSU               | Auburn            | Auburn          | Zak Blanchard        |
| 1999 | LSU               | Florida           | Gainesville     | Michal Chmela        |
| 2000 | Florida           | Mississippi State | Starkville      | Jeff Morrison        |
| 2001 | Georgia           | Kentucky          | Lexington       | Lesley Joseph        |
| 2002 | Tennessee         | Tennessee         | Knoxville       | Adam Carey           |
| 2003 | Vanderbilt        | Ole Miss          | Oxford          | Bobby Reynolds       |
| 2004 | Georgia           | Vanderbilt        | Nashville       | Matias Ormaza        |
| 2005 | Florida           | Georgia           | Athens          | Ryan Sherry          |
| 2006 | Georgia           | Alabama           | Tuscaloosa      | Strahinja Bobusic    |
| 2007 | Georgia           | LSU               | Baton Rouge     | Matic Omerzel        |
| 2008 | Ole Miss          | Arkansas          | Fayetteville    | Jonas Berg           |
| 2009 | Ole Miss          | Auburn            | Auburn          | Kalle Norberg        |
| 2010 | Tennessee         | Kentucky          | Lexington       | John-Patrick Smith   |
| 2011 | Florida           | Florida           | Gainesville     | Alexandre Lacroix    |
| 2012 | Georgia           | Mississippi State | Starkville      | Ignacio Taboada      |
| 2013 | Georgia           | Ole Miss          | Oxford          | Ben Wagland          |
| 2014 | Texas A&M         | Vanderbilt        | Nashville       | Shane Vinsant        |
| 2015 | Texas A&M         | Texas A&M         | College Station | Jeremy Efferding     |
| 2016 | Florida           | South Carolina    | Columbia        | Gordon Watson        |
| 2017 | Georgia           | Tennessee         | Knoxville       | Emil Reinberg        |